# Ricardo Salampessy
Ricardo Salampessy (ur. 18 lutego 1984 w Ambonie) – indonezyjski piłkarz grający na pozycji obrońcy.

## Kariera klubowa
Karierę piłkarską Salampessy rozpoczął w klubie Persiwa Wamena. W 2004 roku zadebiutował w jego barwach w indonezyjskiej pierwszej lidze. W Persiwie grał do końca 2005 roku, a na początku 2006 roku przeszedł do Persipury Jayapura.

## Kariera reprezentacyjna
W reprezentacji Indonezji Salampessy zadebiutował w 2006 roku. W 2007 roku został powołany przez selekcjonera Iwana Kolewa do kadry na Puchar Azji 2007. Na tym turnieju rozegrał 3 spotkania: z Bahrajnem (2:1), z Arabią Saudyjską (1:2) i z Koreą Południową (0:1).